# Chanoz-Châtenay
Pour les articles homonymes, voir Châtenay.
Chanoz-Châtenay (prononciation ʃa.no.ʃa.tə.nɛ) est une commune française, située dans le département de l'Ain en région Auvergne-Rhône-Alpes.
Appartenant depuis 2015 au canton de Vonnas, la commune est née de la fusion entre l'ancienne paroisse de Chanoz et le fief de Châtenay.

## Géographie

### Localisation
Chanoz-Châtenay est localisée à la limite entre la Bresse savoyarde et la Dombes près de la commune de Vonnas. Le village est situé à 17 kilomètres à l'ouest de Bourg-en-Bresse, à 26 km au sud-est de Mâcon, à 60 kilomètres au nord de Lyon et à 420 km au sud-est de Paris. Il appartient au canton de Vonnas et à l'arrondissement de Bourg-en-Bresse.
Même si la majorité de la population est concentrée en son bourg, quelques habitations sont éparpillées dans le territoire communal dans des lieux-dits tels Corrobert ou les Granges Noires.

### Communes limitrophes

Localisation de Chanoz dans le canton de Vonnas et l'Ain.

| Vonnas             | Chaveyriat         | Chaveyriat  |
| Vonnas             | Chanoz-Châtenay    | Chaveyriat  |
| Neuville-les-Dames | Neuville-les-Dames | Condeissiat |

### Points extrêmes
- Nord : Les Genillons, 46° 12′ 41″ N, 5° 01′ 14″ E
- Est : Le Goddard, 46° 10′ 18″ N, 5° 03′ 40″ E
- Sud : Bois Buchet, 46° 09′ 44″ N, 5° 03′ 12″ E
- Ouest : Bois de Béost, 46° 11′ 17″ N, 4° 59′ 58″ E

### Hydrographie

#### Cours d'eau
- L'Irance est le cours d'eau le plus important de la commune. Arrivant de Neuville-les-Dames, la rivière traverse le village en passant par le sud du bourg puis continue son cours à Chaveyriat.
- Au hameau nommé Champ de Biziat naît le bief d'Arcon qui est un ruisseau continuant son cours vers Vonnas, village dans lequel il va se jeter dans la Veyle.
- Près du lieu-dit les Guets, le bief de la Cayotte prend sa source puis continue aussi son périple par le nord en direction de Vonnas où elle se jette dans le bief d'Arcon.

#### Plans d'eau
Chanoz étant à la limite de la Dombes, on dénombre quelques étangs dans le sud du territoire.
- L'étang de Corrobert est le plus grand des plans d'eau de la commune, il est bloqué entre la route départementale 936 et la bois Boucher.
- À l'ouest de cet étang, l'étang Vernion est de taille comparable au précédent. Il est partagé en Chanoz et Condeissiat, autre commune de la Dombes.
- Au hameau les Granges, un plan d'eau longe l'Irance.
- À l'ouest du bois du Biolay, on dénombre un dernier étang au lieu-dit Champ de l'Étang.

### Voies de communication et transports

Axes de communication.

#### Réseau routier

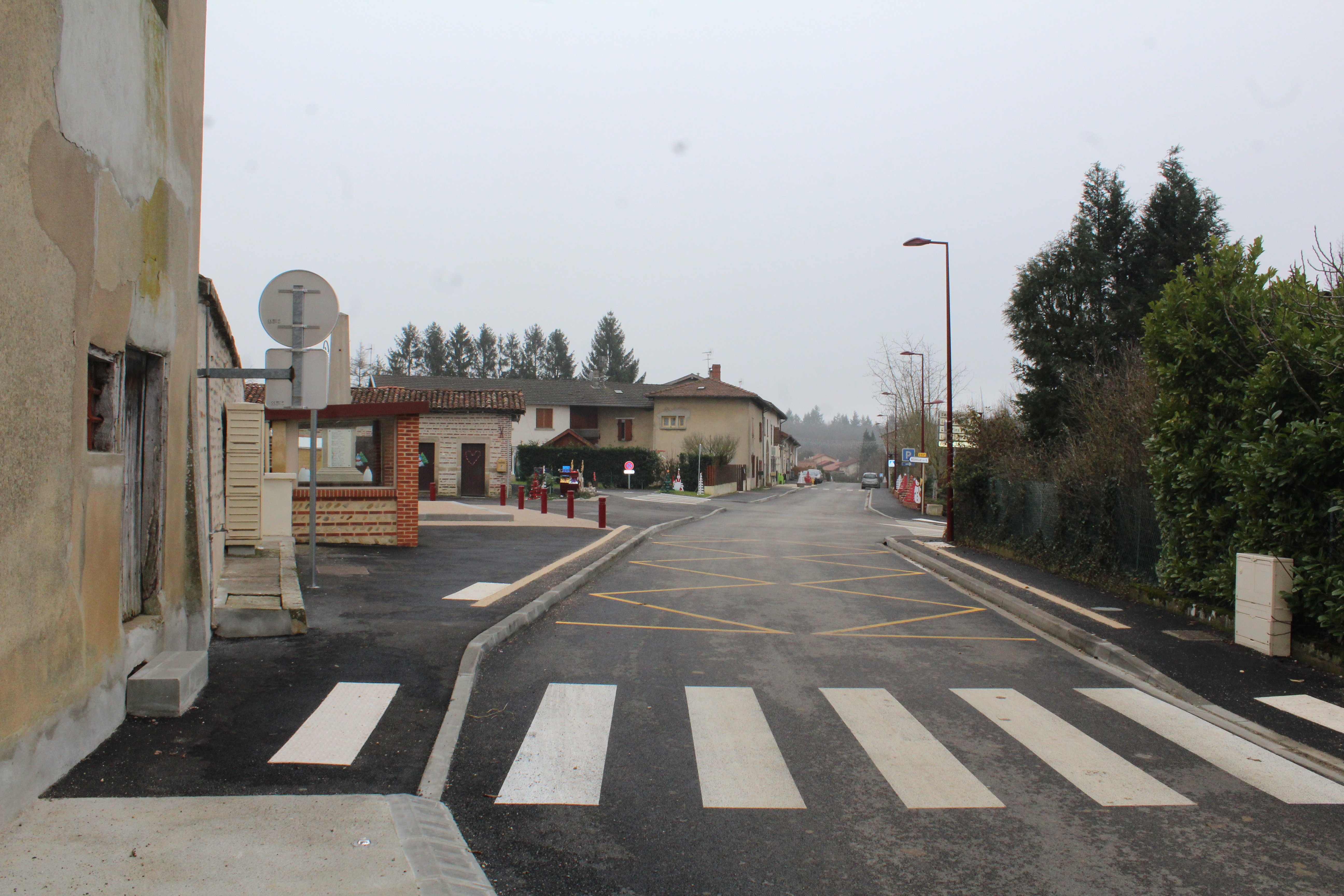
Rue principale près de l'église et de la mairie.

Le réseau routier de Chanoz est en majorité composée de voies communales comme beaucoup de communes rurales. Néanmoins, on dénombre deux voies départementales.
- La route départementale D 80b est la voie principale de la commune puisqu'elle passe en son bourg. Partant du centre de Neuville-les-Dames, la voie termine sa route au bourg de Chaveyriat.
- La route départementale D 936 traverse le sud et permet de rejoindre Neuville-les-Dames, Châtillon-sur-Chalaronne et Saint-Trivier-sur-Moignans en se dirigeant à l'ouest ainsi que l'Étoile et la Capitale qui sont deux hameaux de Montracol, Corgenon (commune de Buellas), Saint-Denis-lès-Bourg et Bourg-en-Bresse en prenant la direction de l'est. Au niveau départemental, la route relie Saint-Didier-de-Formans à Dortan.

#### Voies ferroviaires
En 1898, la ligne de Jassans à Bourg, gérée par la Compagnie des Tramways de l'Ain et longue de 47 km fut ouverte et traversait la route D 936. Victime du progrès, la ligne fermera en 1937.
Aujourd'hui, aucune voie ne traverse la commune mais la ligne de Mâcon à Ambérieu, desservie par les TER de la région Rhône-Alpes, passe à proximité. Les trains TER de la ligne s'arrêtent à la gare de Vonnas.

#### Transports en commun
La commune était reliée au réseau départemental des bus car.ain.fr et possédait l'arrêt Corrobert qui était desservi par la ligne 119 qui faisait la liaison Bourg-en-Bresse - Villefranche-sur-Saône. Aujourd'hui les bus de la ligne et ceux de la ligne 120 (Bourg-en-Bresse - Belleville) passent sur la route D 936 sans s'arrêter.

### Climat
Pour des articles plus généraux, voir Climat d'Auvergne-Rhône-Alpes et Climat de l'Ain.
En 2010, le climat de la commune est de type climat océanique dégradé des plaines du Centre et du Nord, selon une étude du CNRS s'appuyant sur une série de données couvrant la période 1971-2000. En 2020, Météo-France publie une typologie des climats de la France métropolitaine dans laquelle la commune est dans une zone de transition entre le climat semi-continental et le climat de montagne et est dans la région climatique Bourgogne, vallée de la Saône, caractérisée par un bon ensoleillement (1 900 h/an), un été chaud (18,5 °C), un air sec au printemps et en été et des vents faibles.
Pour la période 1971-2000, la température annuelle moyenne est de 11,2 °C, avec une amplitude thermique annuelle de 17,6 °C. Le cumul annuel moyen de précipitations est de 952 mm, avec 10,6 jours de précipitations en janvier et 7,7 jours en juillet. Pour la période 1991-2020, la température moyenne annuelle observée sur la station météorologique de Météo-France la plus proche, sur la commune de Baneins à 13 km à vol d'oiseau, est de 12,7 °C et le cumul annuel moyen de précipitations est de 880,2 mm,. Pour l'avenir, les paramètres climatiques de la commune estimés pour 2050 selon différents scénarios d'émission de gaz à effet de serre sont consultables sur un site dédié publié par Météo-France en novembre 2022.

## Urbanisme

### Typologie
Au 1er janvier 2024, Chanoz-Châtenay est catégorisée commune rurale à habitat dispersé, selon la nouvelle grille communale de densité à 7 niveaux définie par l'Insee en 2022.
Elle est située hors unité urbaine. Par ailleurs la commune fait partie de l'aire d'attraction de Bourg-en-Bresse, dont elle est une commune de la couronne,. Cette aire, qui regroupe 80 communes, est catégorisée dans les aires de 50 000 à moins de 200 000 habitants,.

### Occupation des sols
L'occupation des sols de la commune, telle qu'elle ressort de la base de données européenne d’occupation biophysique des sols Corine Land Cover (CLC), est marquée par l'importance des territoires agricoles (85,3 % en 2018), en diminution par rapport à 1990 (88,5 %). La répartition détaillée en 2018 est la suivante : terres arables (46,2 %), prairies (22 %), zones agricoles hétérogènes (17,1 %), forêts (8,2 %), eaux continentales (3,3 %), zones urbanisées (3,2 %).
L'évolution de l’occupation des sols de la commune et de ses infrastructures peut être observée sur les différentes représentations cartographiques du territoire : la carte de Cassini (XVIIIe siècle), la carte d'état-major (1820-1866) et les cartes ou photos aériennes de l'IGN pour la période actuelle (1950 à aujourd'hui).

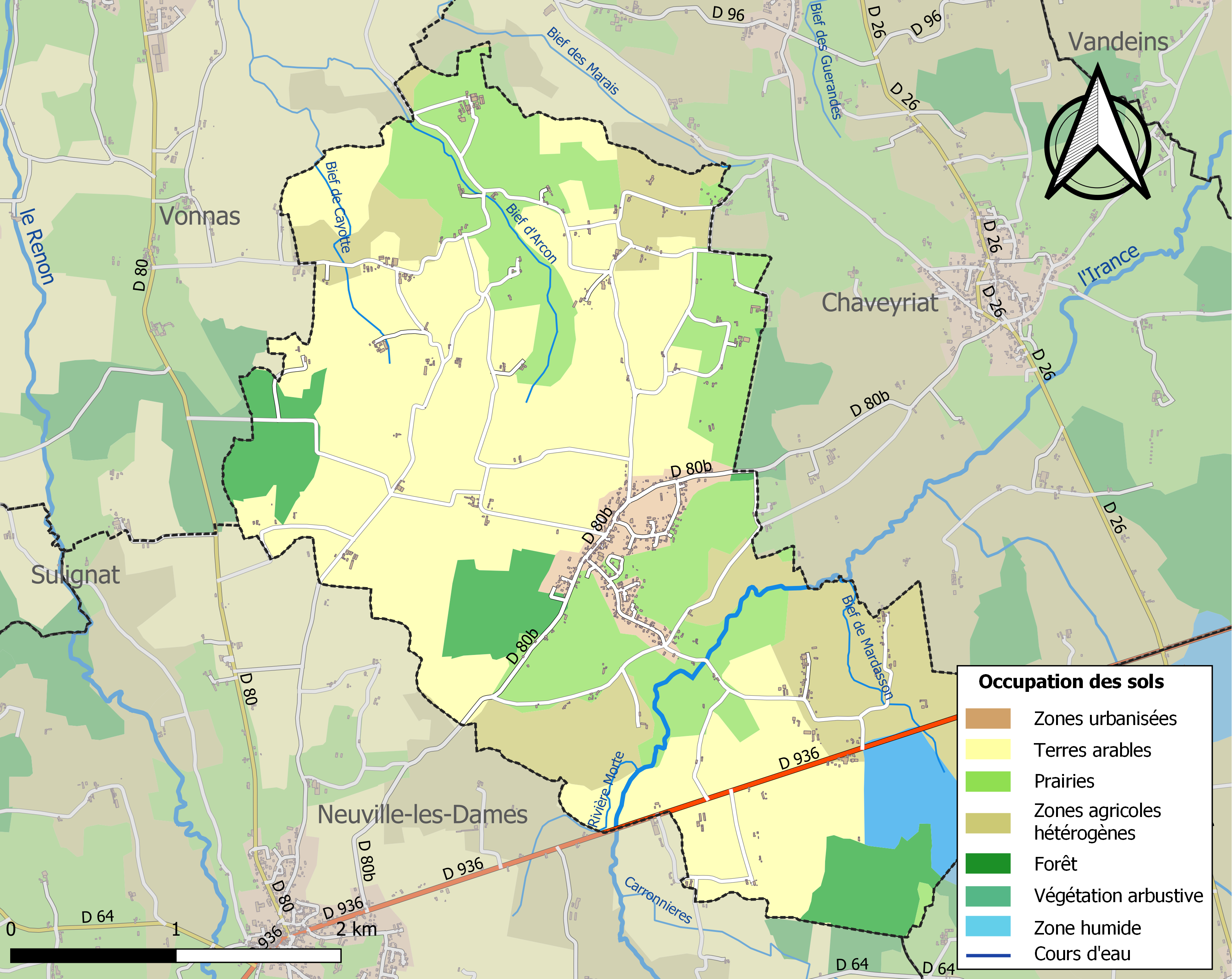
Carte des infrastructures et de l'occupation des sols de la commune en 2018 (CLC).

## Toponymie

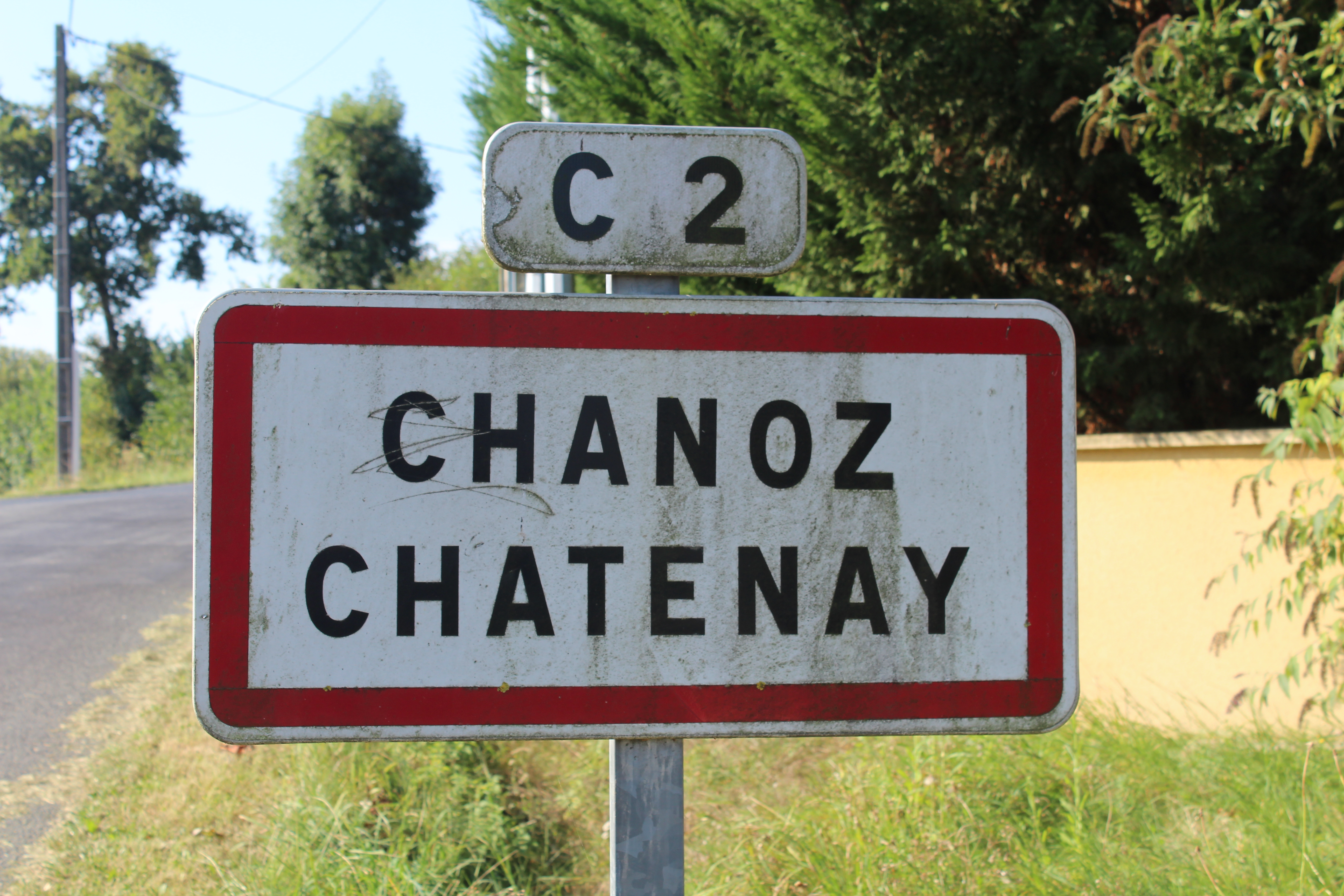
Panneau d'entrée dans la commune.

### Attestations anciennes
La première référence à la commune date de 1670 dans l'enquête Bouchu sous le nom de Chanoz Chastaney. Au début de la Révolution, en 1790, Chanoz-Châtenay est évoqué dans le dénombrement de Bourgogne.
En 1792, les États Généraux citent Channes tandis que l'annuaire de l'Ain mentionne Chanoz en l'an X. En 1847, on retrouve le nom de Chanoz-Châtenay.

#### Chanoz
Le nom de l'ancienne paroisse apparaît pour la première sous la forme de Casnus en 993 dans le recueil des chartes de Cluny. Vers 1250, le pouillé de Lyon évoque Chasno et les titres de Laumusse citent Chano en 1293. Le nom actuel de Chanoz apparaît pour la première fois en 1495 dans la pancarte des droits de cire.
En 1650, Samuel Guichenon évoque Chasne alors que la description de Bourgogne se réfère au nom Chanos en 1734.

#### Châtenay
Contrairement à Chanoz, le nom évoquant Châtenay apparaît plus tard. On trouve Chastaney en 1265 dans les titres de Laumusse. Selon Guichenon dans son ouvrage Histoire de la Bresse et du Bugey, le nom du fief était Chatanay autour de 1536. Dans ce même ouvrage, le nom devient Chastenay vers 1650.
Bien que Chateney soit le nom de la localité au XVIIIe siècle selon les Mémoires d'Aubret, il apparait la variante Chatenay à la même période selon Cassini.

### Origine du nom
Le toponyme Chanoz est issu du gaulois cassanos signifiant chêne. Châtenay tiendrait aussi son nom d'un arbre : le châtaignier.

## Histoire
Vers l'an 1000, Chanoz était le chef-lieu de l'ager Casnensis, mentionné dans une charte de l'abbaye de Cluny. Ce fut ensuite une paroisse, sous le vocable de Saint-Martin, dont l'archevêque de Lyon était collateur. L'église fut pillée en 1378 par les troupes du sire de Beaujeu. Dans l'ordre féodal, la paroisse dépendait de la baronnie de Châtenay, ce qui constituait déjà un rapprochement entre les deux localités.
À l'origine, Châtenay était une seigneurie, avec moyenne et basse justice et avec château fort. Elle était possédée par des gentilshommes de même nom, sous la suzeraineté des sires de Bâgé. Appartenant aux des Châtenay, cette terre passa aux de Feillens puis aux de Monspey qui en acquirent la haute justice, en 1573, du comte de Pont-de-Veyle, et la firent ériger en baronnie par le duc de Savoie.
En 1601, après la fin de la Guerre franco-savoyarde qui se termine par le traité de Lyon, la paroisse et le fief intègrent la France avec l'acquisition de celle-ci de la Bresse, du Bugey, du Valromey et du pays de Gex. Ils sont par la suite intégrés à la province bourguignonne.
C'est au XVIIe siècle qu'on trouve pour la première fois les deux lieux sous la même entité, Chanoz devient le chef-lieu. Juste avant la Révolution, Chanoz-Châtenay était une communauté et élection de Bourg, de la subdélégation de Trévoux et du mandement de Châtillon-les-Dombes. Entre 1790 et 1795, la commune devient une municipalité du canton de Châtillon-les-Dombes, et dépend du district du même nom.

## Politique et administration

### Découpage territorial
La commune de Chanoz-Châtenay est membre de la communauté de communes de la Veyle, un établissement public de coopération intercommunale (EPCI) à fiscalité propre créé le 1er janvier 2017 dont le siège est à Pont-de-Veyle. Ce dernier est par ailleurs membre d'autres groupements intercommunaux.
Sur le plan administratif, elle est rattachée à l'arrondissement de Bourg-en-Bresse, au département de l'Ain et à la région Auvergne-Rhône-Alpes. Sur le plan électoral, elle dépend du  canton de Vonnas pour l'élection des conseillers départementaux, depuis le redécoupage cantonal de 2014 entré en vigueur en 2015, et de la quatrième circonscription de l'Ain  pour les élections législatives, depuis le dernier découpage électoral de 2010.

### Administration municipale

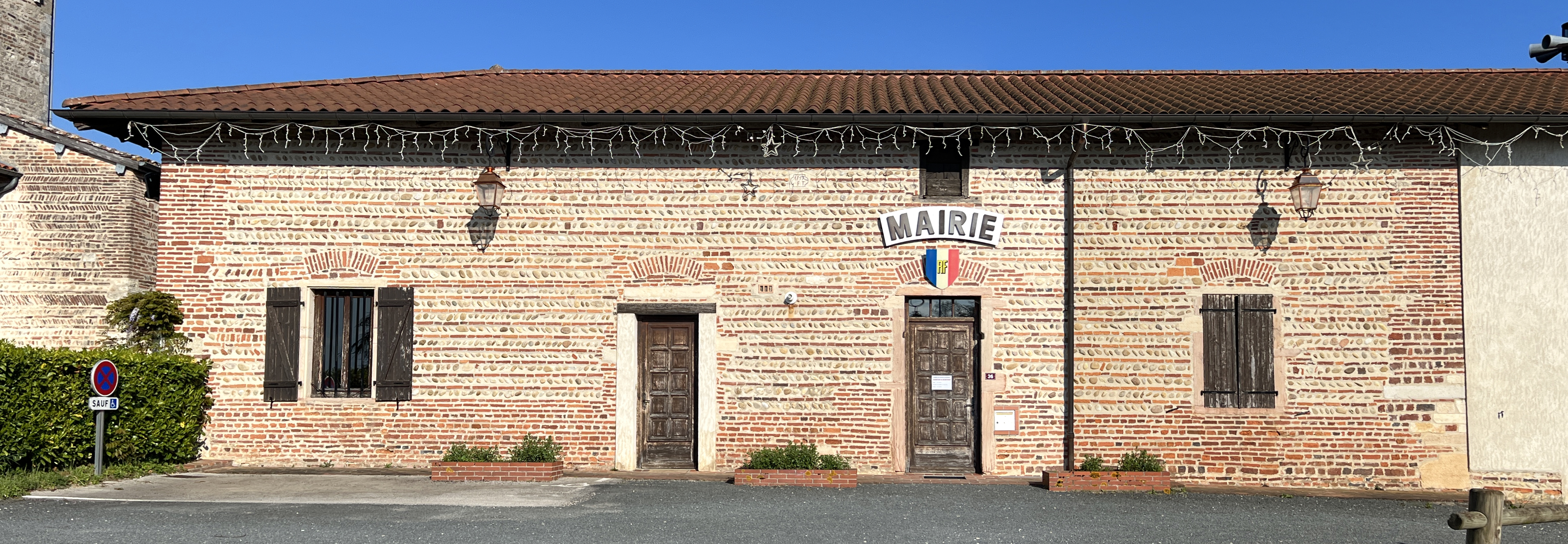
Façade de la mairie.

Lors des conseils municipaux, le maire est entouré de ses trois adjoints et de ses onze autres conseillers municipaux.

#### Maires successifs
| Période                                  | Période  | Identité          | Étiquette | Qualité                    |
| ---------------------------------------- | -------- | ----------------- | --------- | -------------------------- |
| 1995                                     | 2001     | Bernard Beaudet   |           |                            |
| 2001                                     | 2008     | Lucien Charvet    |           |                            |
| 2008                                     | 2014     | Maurice Petitjean |           |                            |
| 2014                                     | En cours | Olivier Morandat  | SE        | Agent technique/technicien |
| Les données manquantes sont à compléter. |          |                   |           |                            |

## Population et société

### Démographie
L'évolution du nombre d'habitants est connue à travers les recensements de la population effectués dans la commune depuis 1793. Pour les communes de moins de 10 000 habitants, une enquête de recensement portant sur toute la population est réalisée tous les cinq ans, les populations de référence des années intermédiaires étant quant à elles estimées par interpolation ou extrapolation. Pour la commune, le premier recensement exhaustif entrant dans le cadre du nouveau dispositif a été réalisé en 2005.
En 2022, la commune comptait 943 habitants, en évolution de +13,21 % par rapport à 2016 (Ain : +5,15 %, France hors Mayotte : +2,11 %).
| 1793 | 1800 | 1806 | 1821 | 1831 | 1836 | 1841 | 1846 | 1851 |
| ---- | ---- | ---- | ---- | ---- | ---- | ---- | ---- | ---- |
| 478  | 428  | 318  | 543  | 575  | 569  | 607  | 666  | 746  |

| 1856 | 1861 | 1866 | 1872 | 1876 | 1881 | 1886 | 1891 | 1896 |
| ---- | ---- | ---- | ---- | ---- | ---- | ---- | ---- | ---- |
| 724  | 754  | 853  | 839  | 865  | 840  | 815  | 794  | 732  |

| 1901 | 1906 | 1911 | 1921 | 1926 | 1931 | 1936 | 1946 | 1954 |
| ---- | ---- | ---- | ---- | ---- | ---- | ---- | ---- | ---- |
| 706  | 705  | 681  | 680  | 677  | 634  | 622  | 567  | 518  |

| 1962 | 1968 | 1975 | 1982 | 1990 | 1999 | 2005 | 2006 | 2010 |
| ---- | ---- | ---- | ---- | ---- | ---- | ---- | ---- | ---- |
| 511  | 475  | 451  | 453  | 476  | 492  | 606  | 617  | 706  |

| 2015 | 2020 | 2022 | - | - | - | - | - | - |
| ---- | ---- | ---- | - | - | - | - | - | - |
| 804  | 921  | 943  | - | - | - | - | - | - |

### Enseignement

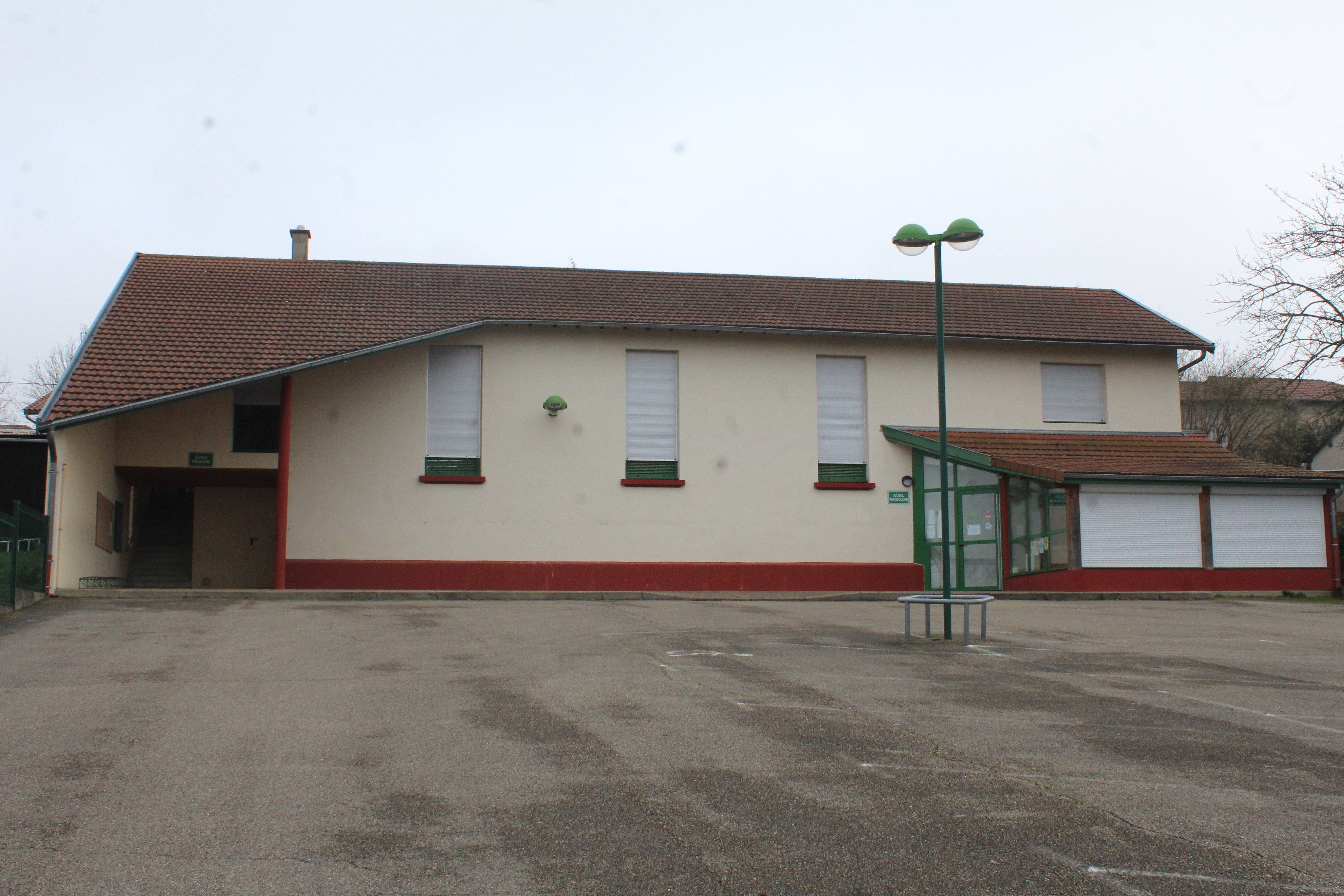
École communale.

L'école de la commune forme un RPI avec celle de Chaveyriat.
Les élèves de la commune passant en 6e sont dirigés au collège du Renon de Vonnas. Le lycée de secteur de la commune est le lycée Lalande, situé à Bourg-en-Bresse.

### Sport
L'AS Chanoz-Châtenay - Chaveyriat est un club de football évoluant au niveau départemental. Cependant, il ne possède que des équipes pour les adultes. Pour les jeunes, le club s'est regroupé avec l'US Vonnas et l'AS Mézériat pour former le Football Club Bord de Veyle.  Ces deux clubs peuvent évoluer sur le stade municipal.

### Médias locaux
- Le journal Le Progrès propose une édition locale aux communes de l'Ain. Il paraît du lundi au dimanche et traite des faits divers, des évènements sportifs et culturels au niveau local, national, et international.
- Le journal Voix de l'Ain est un hebdomadaire publié les vendredis qui propose des informations locales pour les différentes régions du département de l'Ain.
- La chaîne France 3 Rhône-Alpes est disponible dans la région.

## Économie
Comme de nombreuses communes rurales, Chanoz possède peu de commerce. On trouve un unique restaurant au bourg du village.

## Culture et patrimoine

### Lieux et monuments
- Le château de Châtenay est une ancienne maison forte, du XIe siècle reconstruit au XVe siècle et remanié au XIXe siècle, centre de la seigneurie de Châtenay. Le château fait l’objet d’une inscription partielle au titre des monuments historiques par arrêté du 18 février 1987[27]. Seuls les façades et toitures des bâtiments qui cernent la cour intérieure à l'est avec les deux tours d'angle, la tour du XVe siècle accolée au corps de logis principal à l'est et le mur de soutènement au nord-ouest sont inscrits.
- Au bourg du village, l'église Saint-Martin veille sur les défunts inhumés autour l'église de Chanoz. De style roman et datant d'entre le XIe et le XIIe siècle, elle fut pillée en 1378 par les troupes du sires de Beaujeu. Le clocher a été démoli durant la Révolution mais reconstruite en 1831[28].
- Au pied de cet édifice, le monument aux morts honore les soldats de la commune tombés au combat.
- La mairie est l'ancien presbytère du village[28], sa construction est typique de la région avec les rangs de carrons et de galets. L'édifice a été bâti en 1757 et la partie sud en pisé représente une arête pierre-briques.
- Face à cet édifice, une statue de la Vierge Marie trône près de la rue principale.
- La ferme Maigret est une construction typique des XVIIIe siècle et XIXe siècle car elle représente au nord et centre une partie en torchis. Au sud sont posés des carrons en briques et des rangées de galets alors qu'au milieu, la grange est en pisé.
- Dans le territoire communal, on trouve quelques croix de chemin.

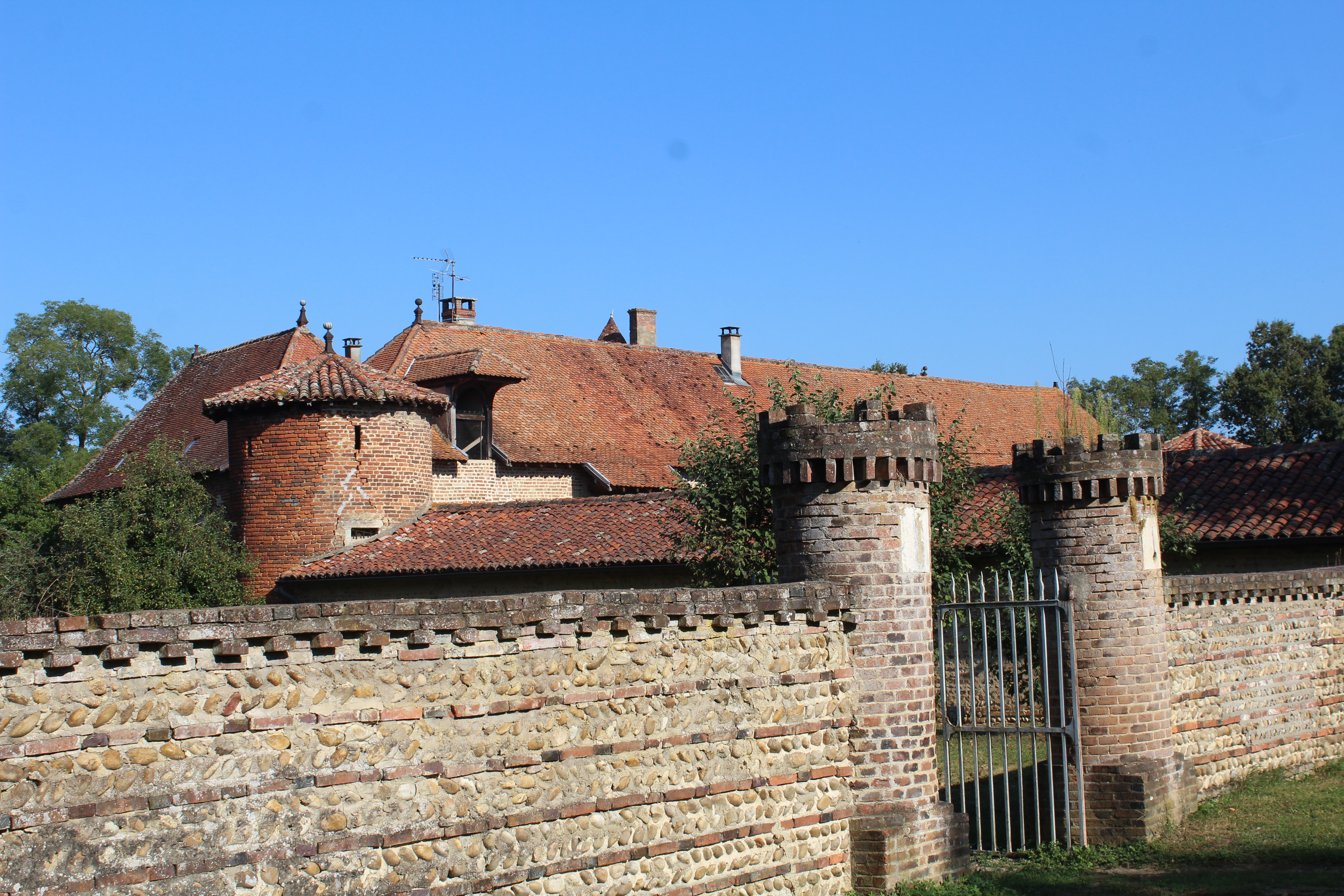
Château de Châtenay.
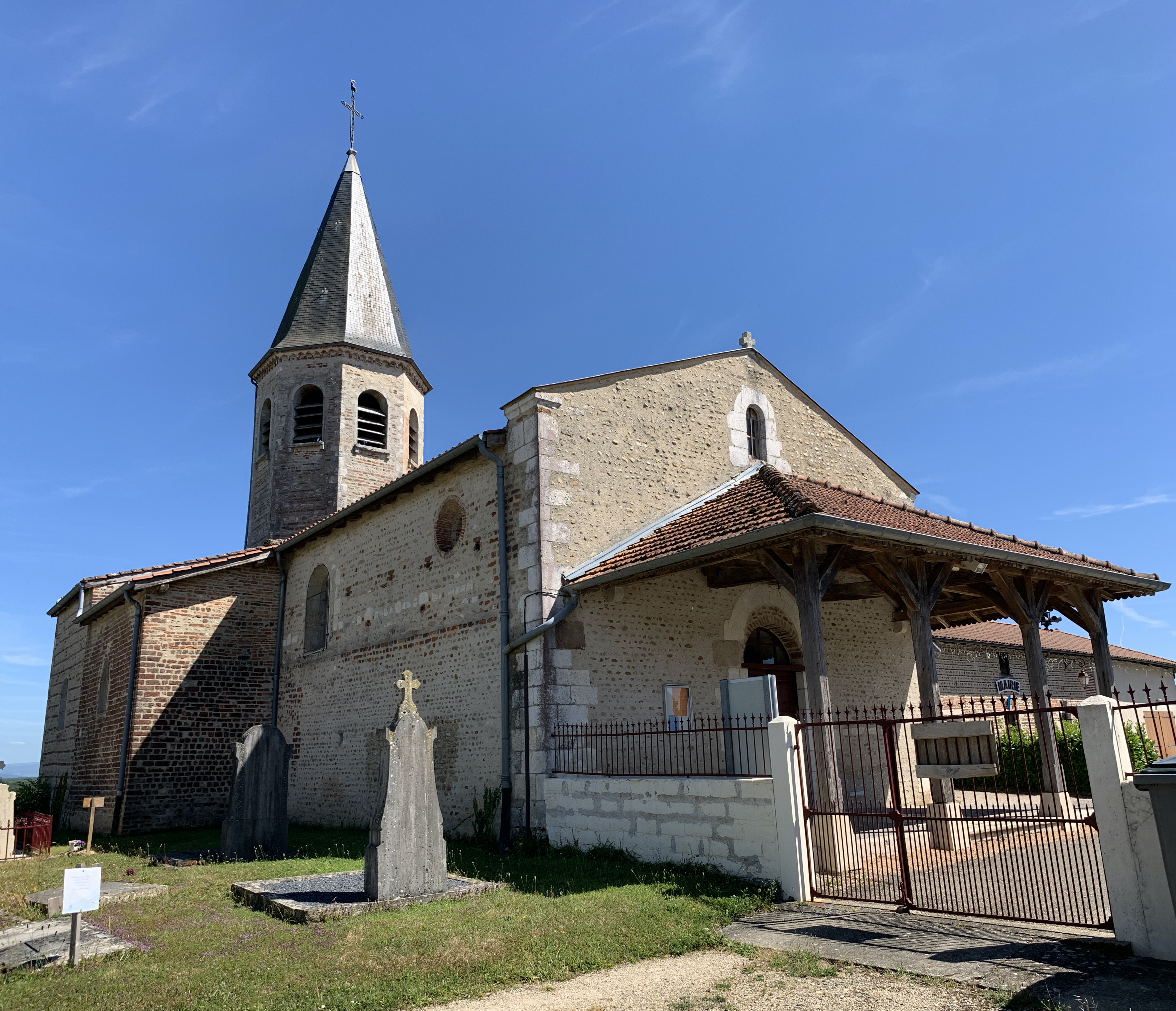
Église Saint-Martin.
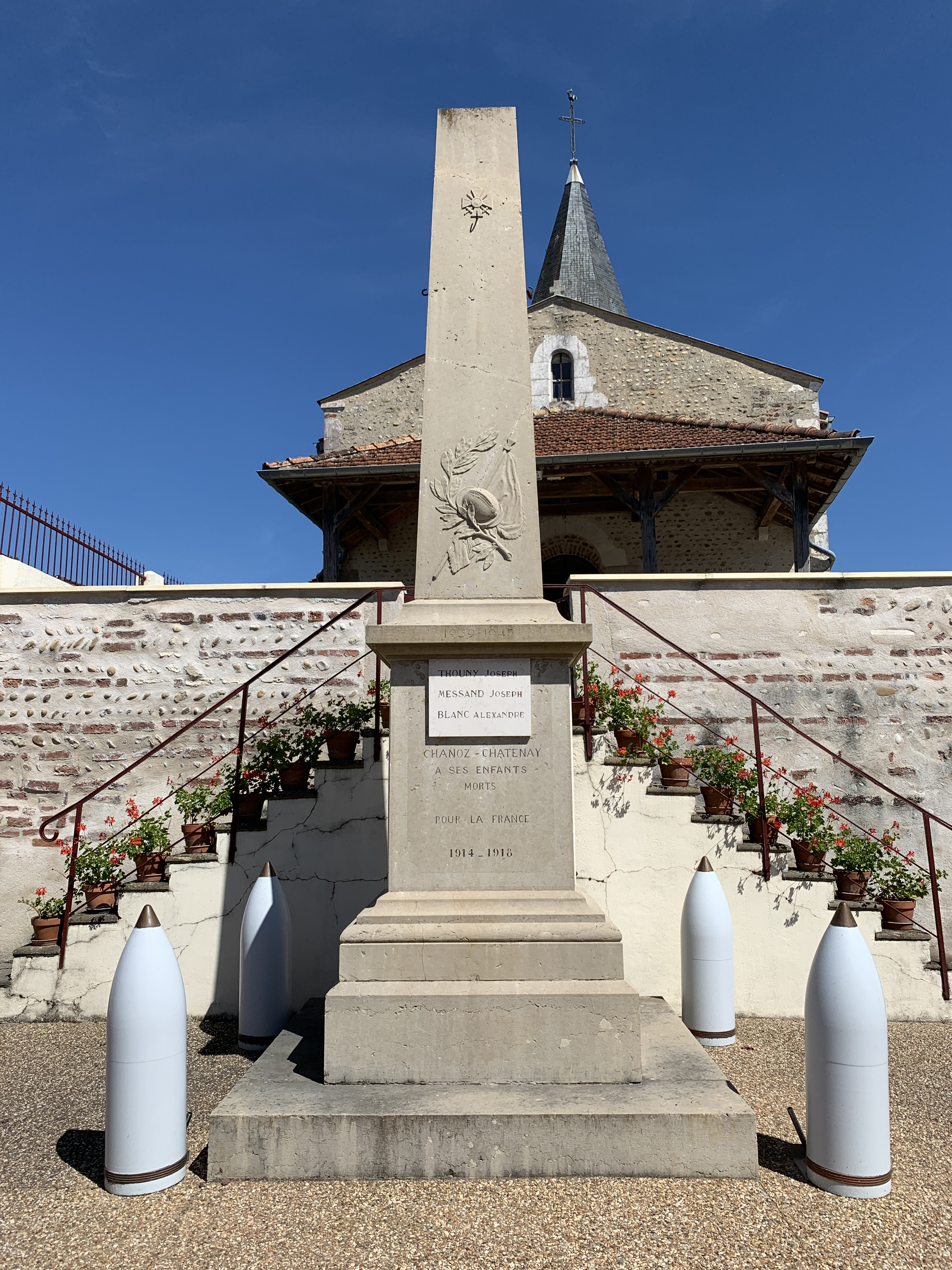
Monument aux morts.
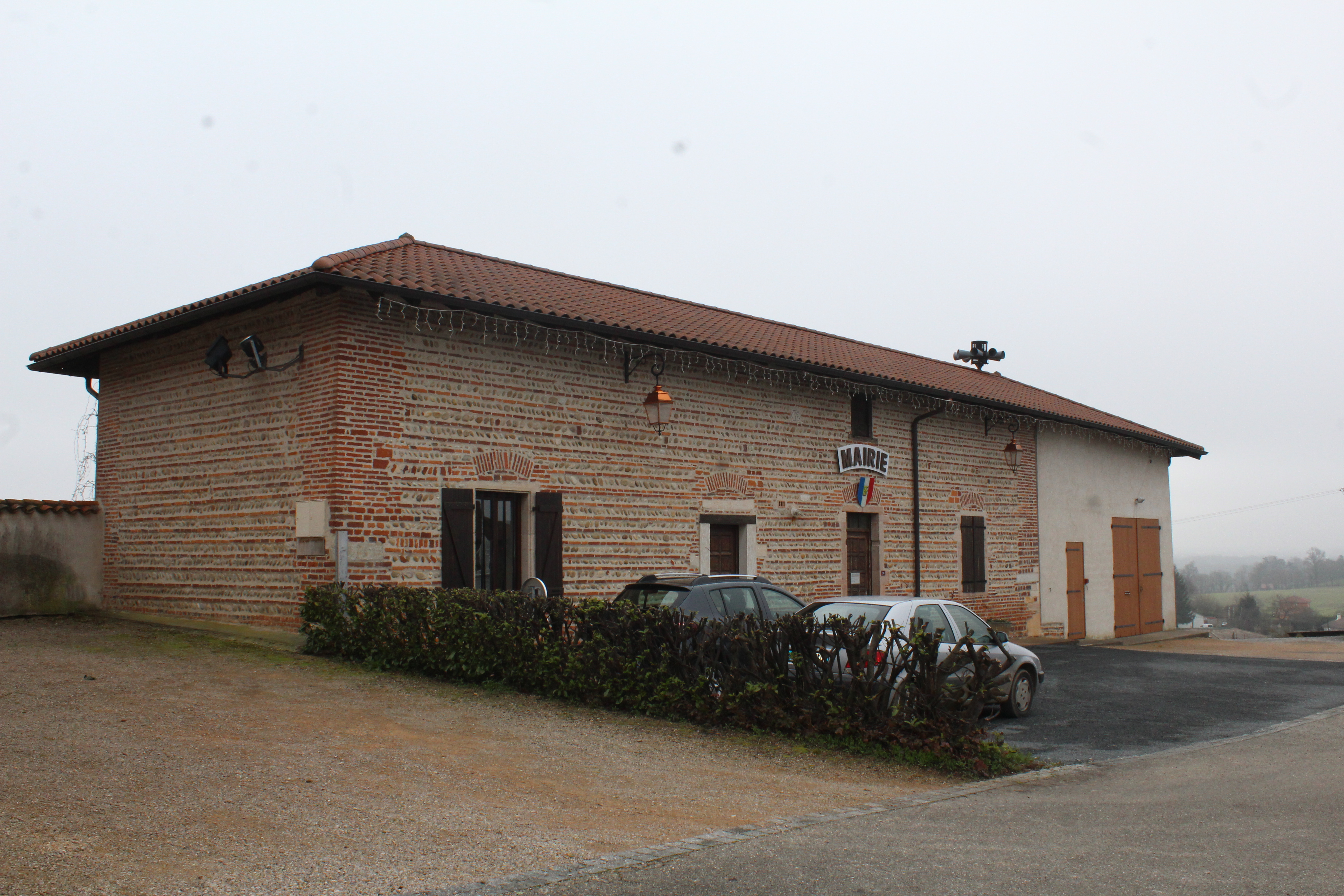
Mairie.
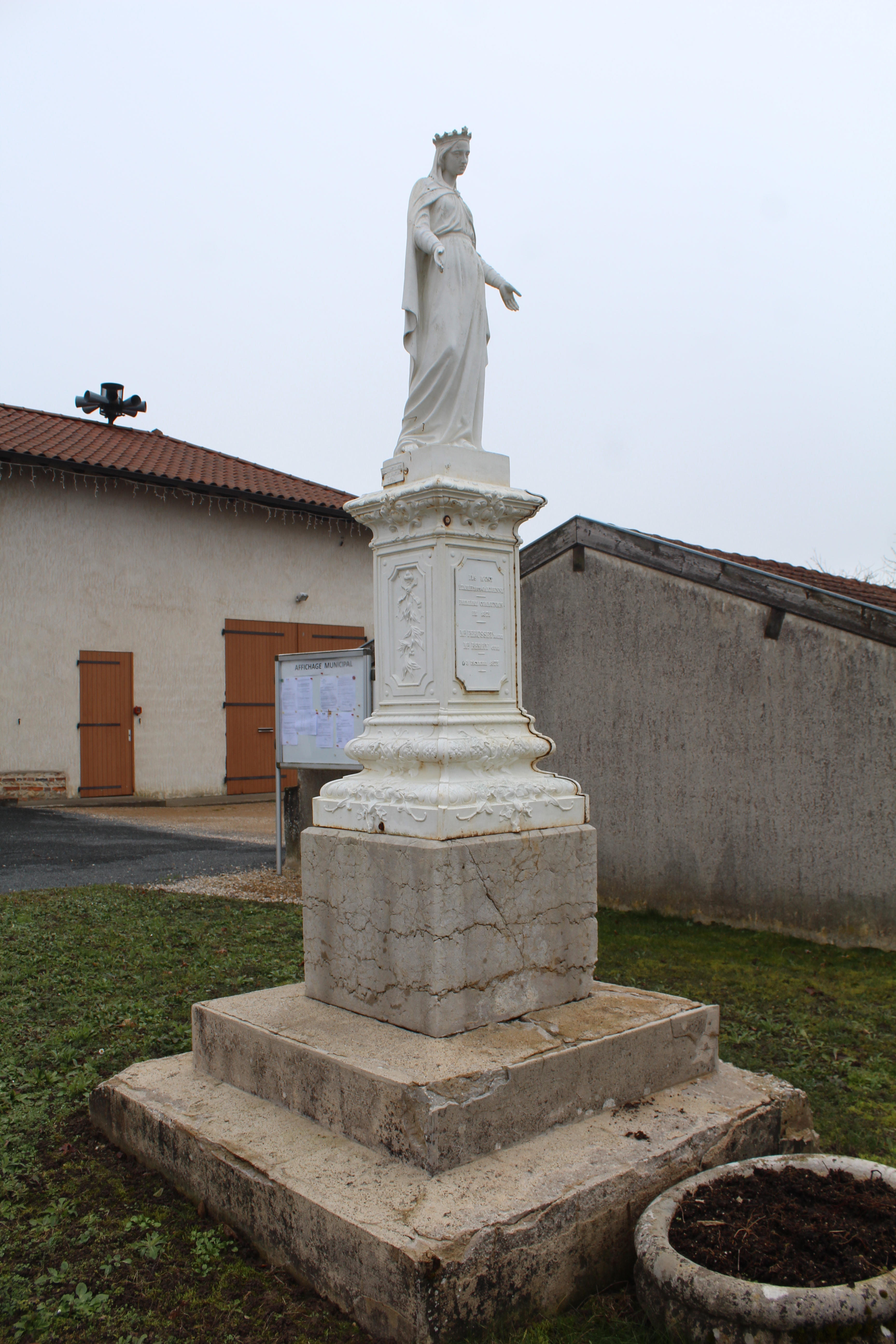

### Gastronomie
Sa localisation entre Bresse et Dombes confère au village une grande diversité gastronomique.
Les spécialités culinaires sont celles de la région bressane, c'est-à-dire la volaille de Bresse, les gaudes, la galette bressane, les gaufres bressanes, la fondue bressane. Les autres spécialités, celles de la Dombes, sont le cuisses de grenouille, le canard ou certains poissons comme la carpe.
La commune se situe dans l'aire géographique de l'AOC Crème et beurre de Bresse et de l'AOC Volailles de Bresse. Elle a aussi l'autorisation de produire le vin IGP Coteaux de l'Ain (sous les trois couleurs, rouge, blanc et rosé).